# Дендроглиф
Дендроглифите (от гръцки: δένδρον „дърво“ + γλυφή „резба“, „глиф“) представляват различни стилизирани изображения на човешки фигури, птици, риби, растения и животни, изрязани върху корите на дървета карака на островите Чатъм, Нова Зеландия.
На тези острови коренните жители от народността мориори практикуват изкуството на „момори ракау“ (дърворезба) като ритуален обред, свързван със смъртта и почитането на мъртвите. Много изследователи през годините са се опитвали да открият причините за дърворезбите върху дърветата карака, но нито един от тях не е успял да убеди останалите в твърдението си.
Най-известните примери на момори ракау се намират в Националния исторически резерват Джим Бейкър (Хапупу) — там дърворезбите са защитени в оградени клетки, намиращи се под закрилата на един от едва двата национални исторически резервата в Нова Зеландия.